# KMSK 데인저
코닌클레이커 마트샤페이 스포르트크링 데인저(네덜란드어: Koninklijke Maatschappij Sportkring Deinze), 줄여서 KMSK 데인저는 벨기에 오스트플란데런주의 데인저를 연고로 하는 프로 축구 클럽이다.

## 역대 감독
| 감독                     | 임기        |
| ------------------------ | ----------- |
| 마위리츠 더 스흐레이버르 | 1999 ~ 2000 |
| 마위리츠 더 스흐레이버르 | 2000 ~ 2001 |
| 레네 페르헤이언          | 2007 ~ 2009 |
| 얀 쾰레만스              | 2015        |